# ليلى أمان
ليلى أمان هي منافسة ألعاب القوى إثيوبية، ولدت في 24 نوفمبر 1977 في أوروميا في إثيوبيا.

## وصلات خارجية
- ليلى أمان على موقع الاتحاد الدولي لألعاب القوى (الإنجليزية)